# Újezdec (Uherský Brod)
Újezdec je místní část města Uherský Brod v okrese Uherské Hradiště. Před rokem 1976 existoval Újezdec jako samostatná obec pod jménem Újezdec u Luhačovic. Toto jméno se neformálně používá dodnes a místní železniční stanice se tak stále jmenuje. Neformálně se dále vesnice dělí na Rubaniska a nový Újezdec.
Újezdec se rozkládá v nadmořské výšce 228 metrů, nad soutokem Olšavy a Šťávnice, po stranách silnice vedoucí z Brna přes Uherský Brod do Luhačovic.
V Újezdci se zachovalo zdejšího podnářečí jihovýchodního Slovácka.[zdroj⁠?!]

## Název
V písemných pramenech se název vesnice objevuje ve tvarech: Vgiesd (1371), Vgezd (1374), Vgezdecz (1482), Újezd (1495), „ve vsi Ugezdczy“ (1511), „z Augezdcze“ (1612), Augezd (1671, 1718, 1751, 1846), Auiest (1720), Aujezd a Újezd (1872), Újezd (1881), Újezdec (1924) a Újezdec u Luhačovic (1960).

## Historie
První písemná zmínka o vesnici pochází z roku 1371.

## Přírodní poměry
Vesnice leží ve Vizovické vrchovině. Severně od ní se nachází přírodní památka Újezdecký les.

## Pamětihodnosti
V Újezdci je kostel svatého Jana Křtitele z roku 1851, pomník padlých z roku 1919 (umístěn v kostele), pomník padlým druhé světové války (postaven na rozhraní Újezdce a Těšova v roce 1946), pomník připomínající návštěvy T. G. Masaryka v letech 1924 a 1933 umístěný poblíž nádraží a pamětní deska Jana Hanáka, který se stal první obětí bojů během osvobození obce za druhé světové války umístěna na budově nádraží. Ve vsi je také kaple sv. Cyrila a Metoděje z roku 1932. V sedmdesátých letech 20. století vzniklo v obci vlakové nádraží s názvem Újezdec u Luhačovic. Nádraží je důležitou přestupní stanicí na trase z Uherského Hradiště do lázní Luhačovic.

## Fotogalerie

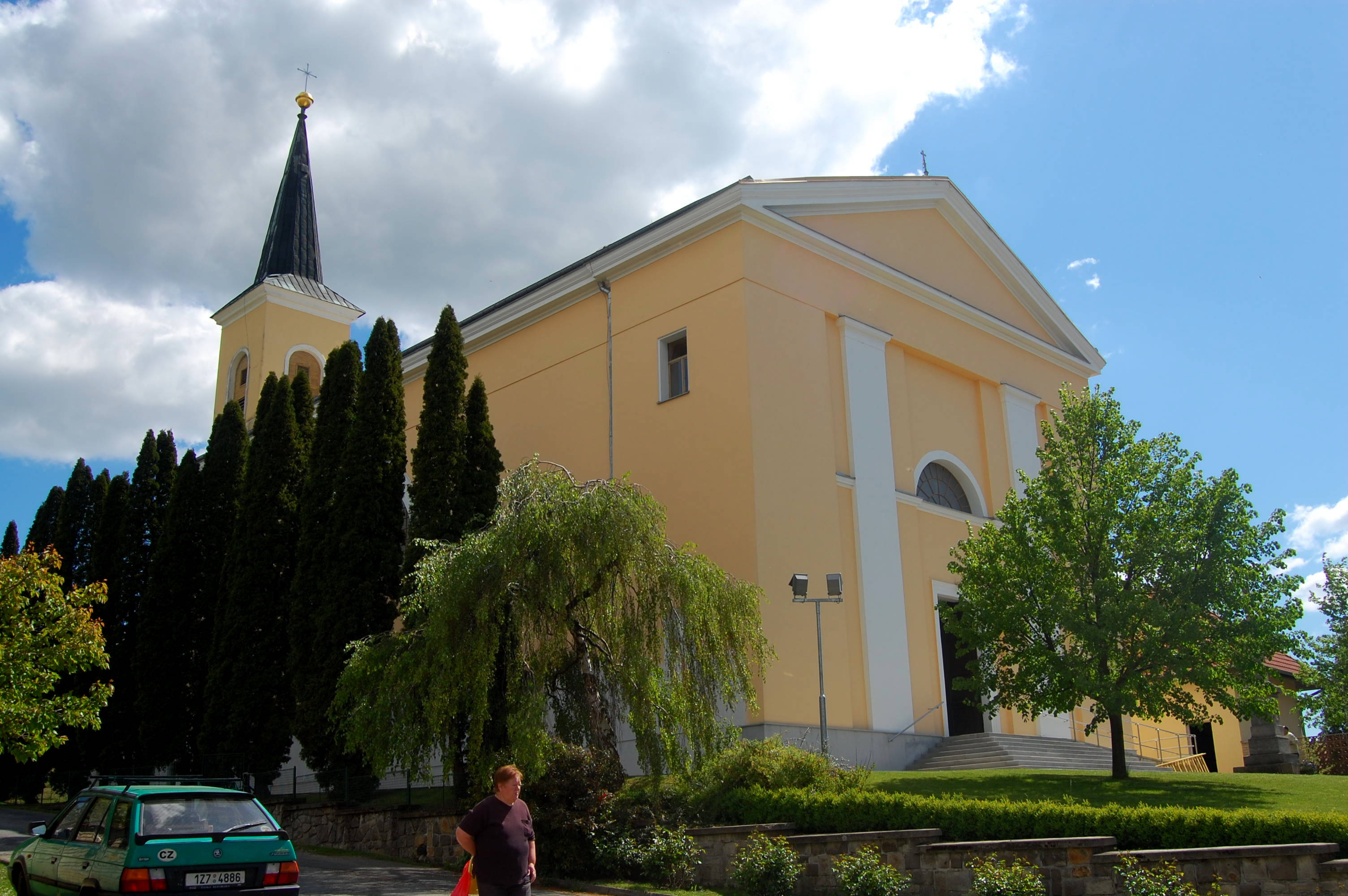
Kostel svatého Jana Křtitele z roku 1851
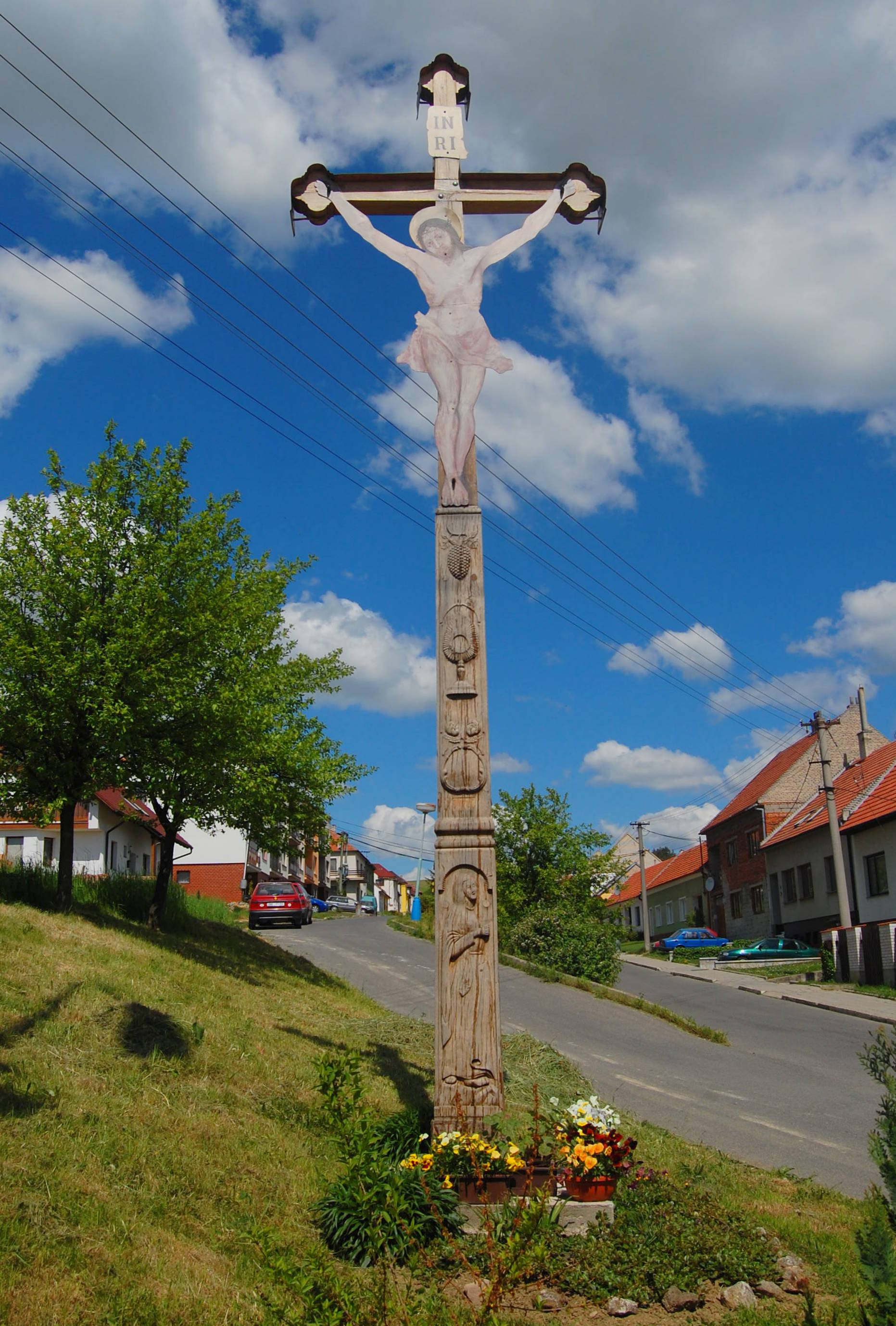
Ježíš na kříži, v pozadí ulice Lúčky
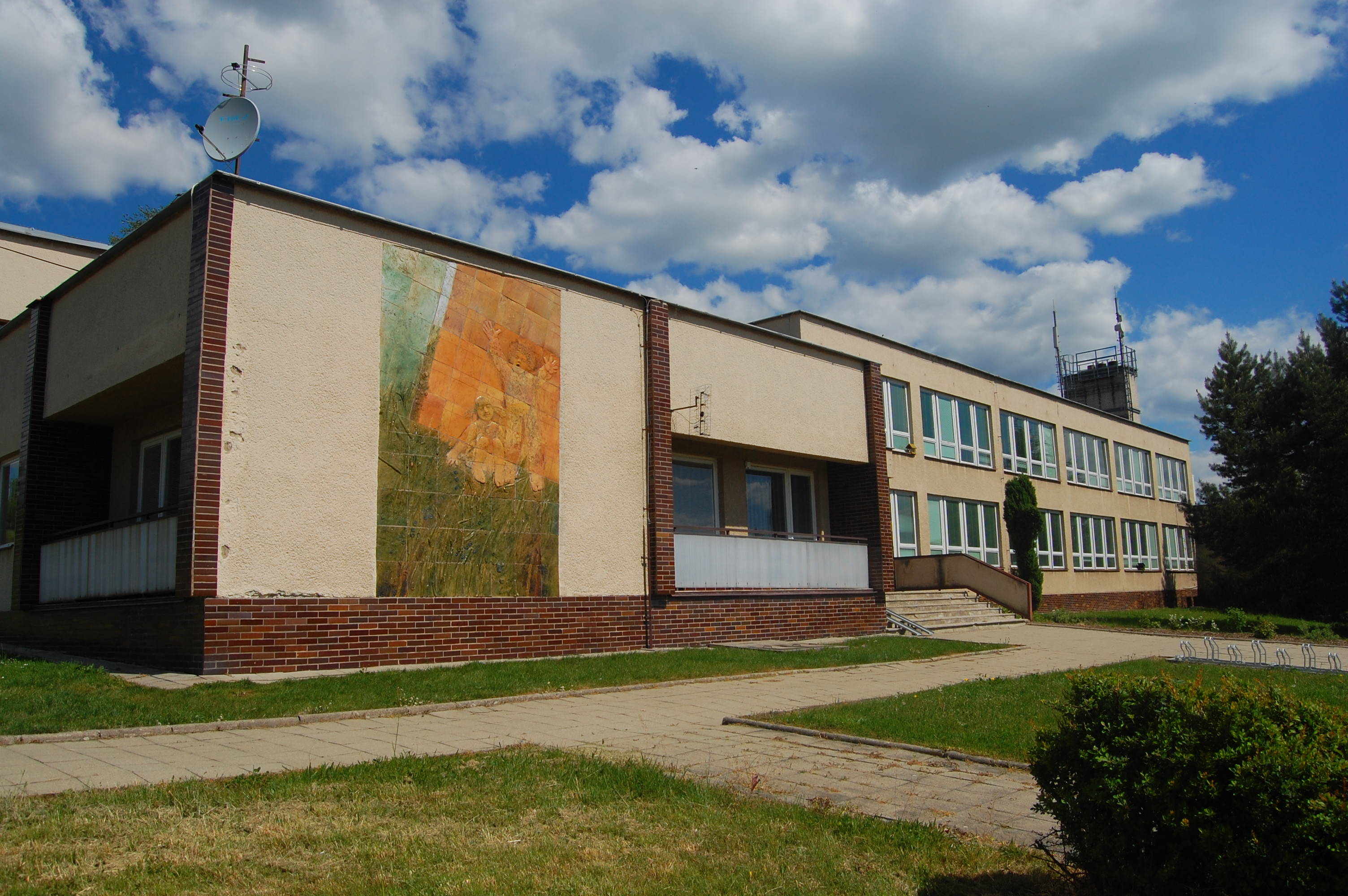
Škola na pomezí Újezdce a Těšova
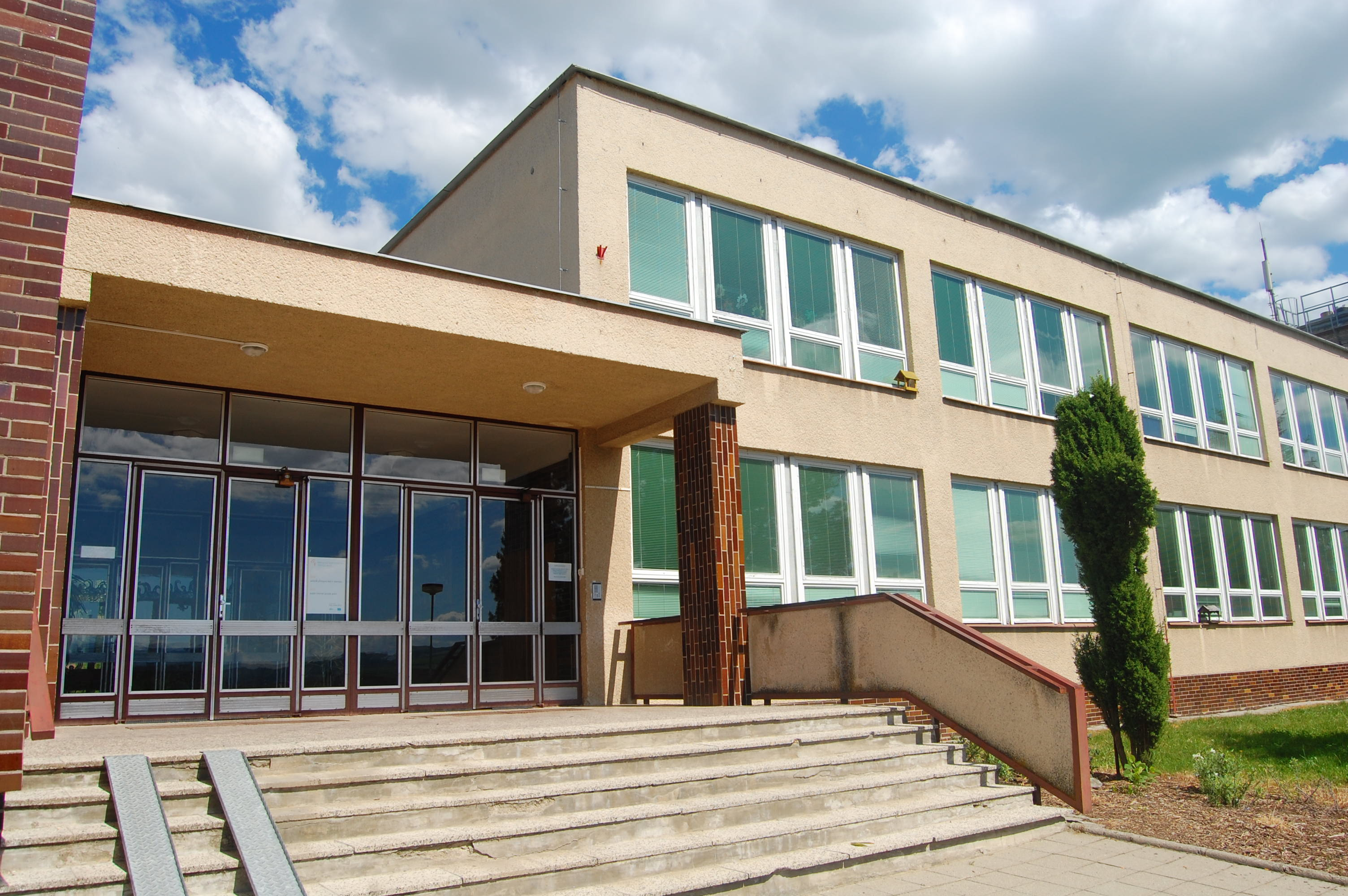
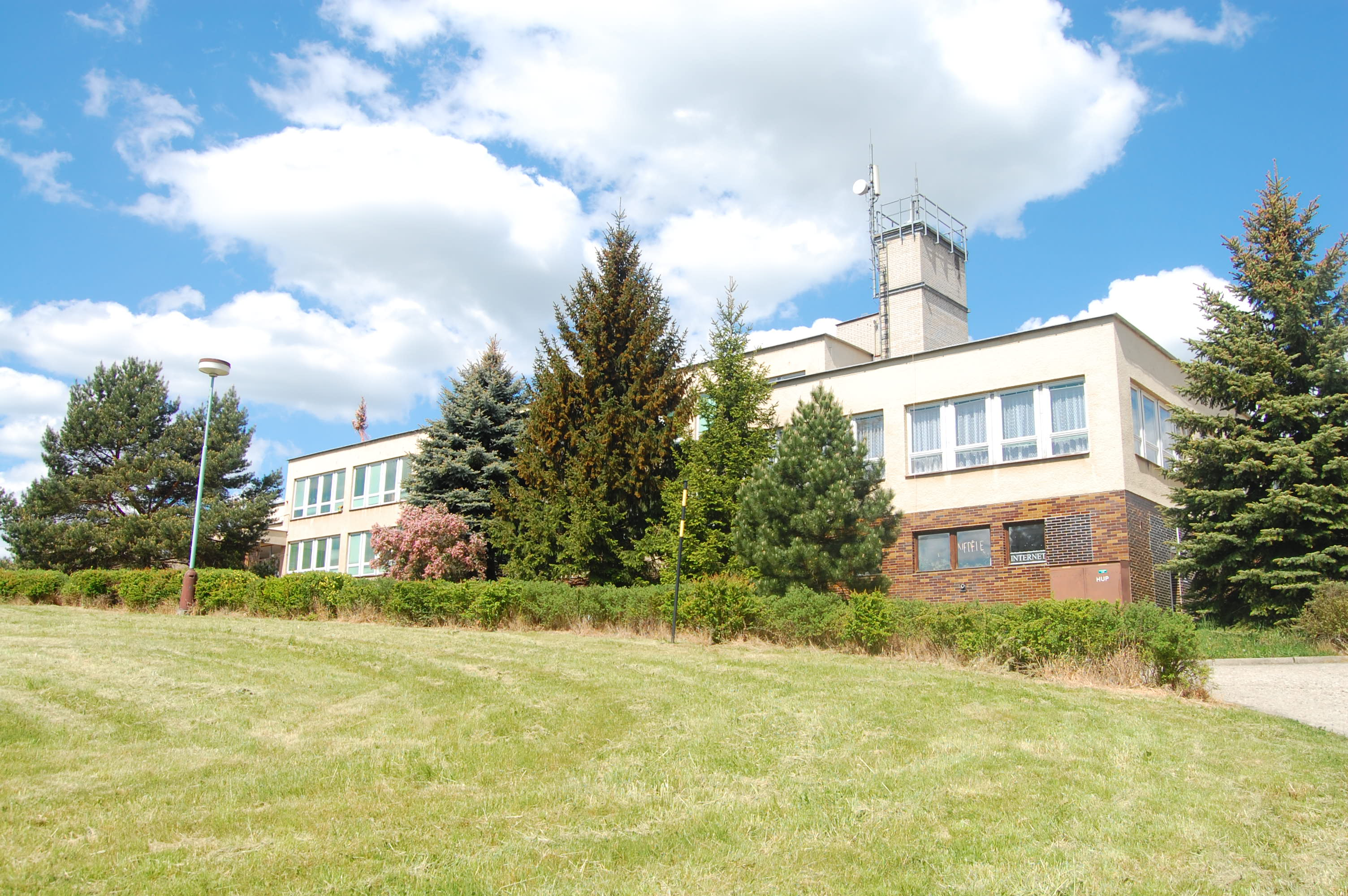
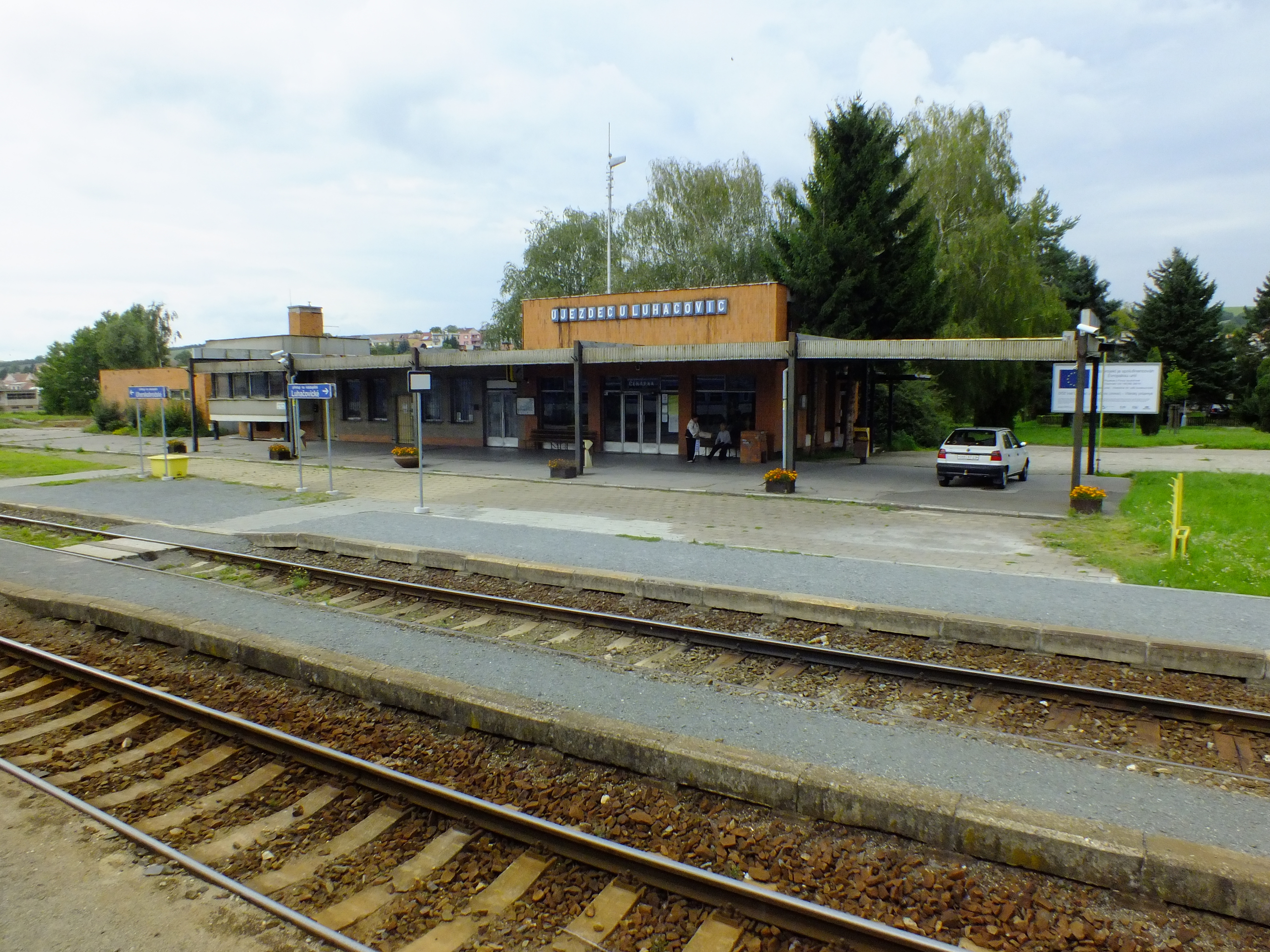
Vlakové nádraží